# Nachtmagazin
Das Nachtmagazin (Eigenschreibweise nachtmagazin) war ein Nachrichtenmagazin der ARD, das vom 1. März 1995 bis zum 17. November 2022 ausgestrahlt wurde. Es wurde auf Das Erste und bei tagesschau24 gesendet und von ARD-aktuell in Hamburg produziert.

## Sendung
Seit der Umgestaltung des Tagesschau-Designs im Jahre 2005 wurde das Nachtmagazin nicht mehr vom Nachrichtentresen aus, sondern vor einer Bildschirmwand moderiert. Zudem gab es zwischenzeitlich einen Nachrichtenblock, der von einem Tagesschau-Sprecher im Studio gesprochen wurde, und eine moderierte Wettervorhersage.

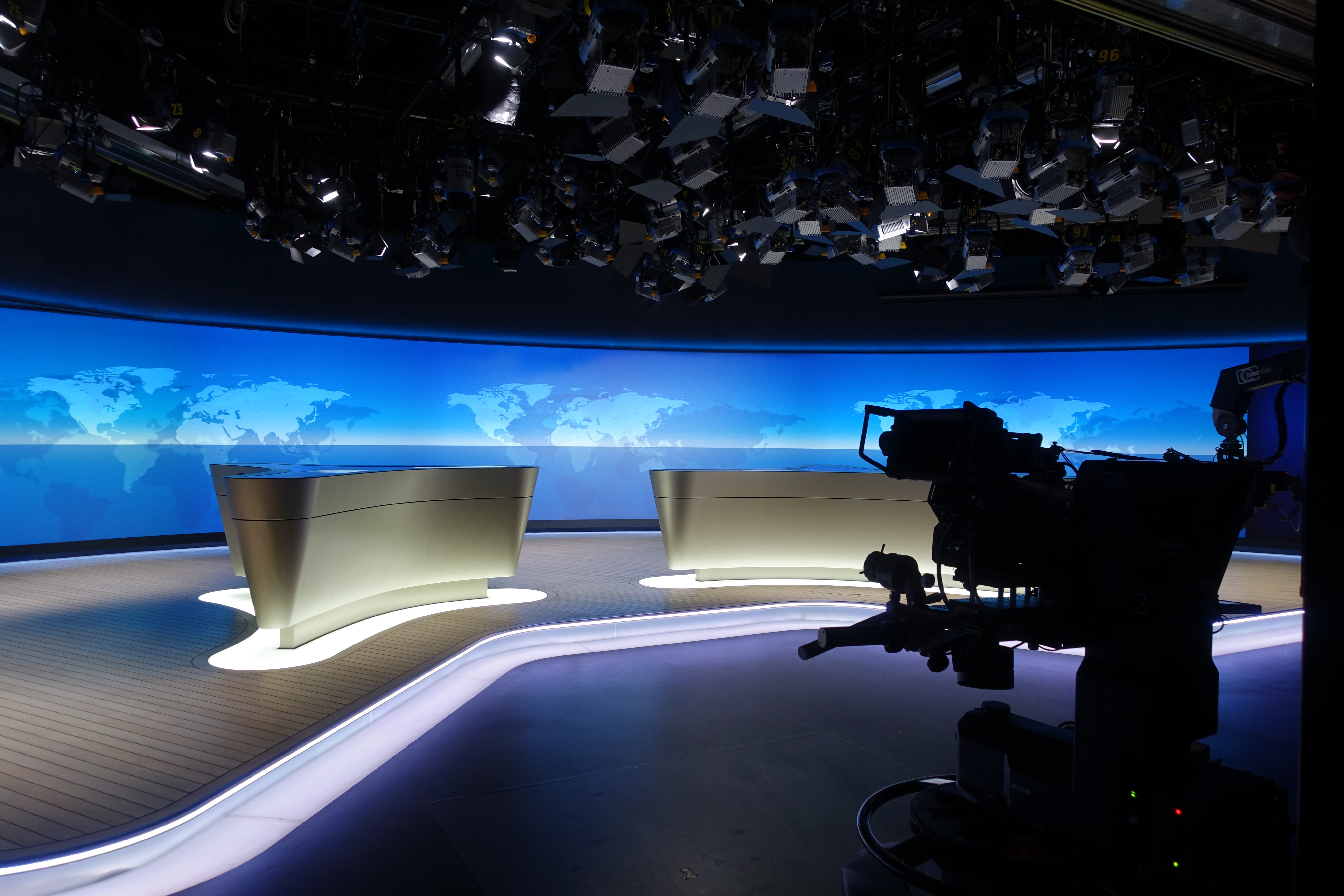
Studio von ARD-aktuell, in dem das Nachtmagazin von 2014 bis 2022 produziert wurde

Am 23. April 2014 sendete das Nachtmagazin erstmals aus einem neuen Nachrichten-Studio. Es wurde eine 18 Meter breite, halbrunde Medienwand installiert, die von hinten mit sieben Beamern mit 3-D-Grafiken, Panoramabildern, Fotos und Videos bespielt wird. Ein Grafiksystem korrigiert Verzerrungen in Echtzeit. Zwei separate Tische geben den Moderatoren mehr Bewegungsfreiheit. Dank der Medienwand sollen sich schwierige Sachverhalte in Form von animierten Grafiken anschaulicher darstellen lassen. Zudem setze man stärker als bisher auf Fotojournalismus. Journalistisch habe sich am Konzept der Sendungen jedoch nichts geändert. Außerdem wurde eine neue Eröffnungsfanfare produziert und der Nachrichtenüberblick wird wieder von einem Tagesschau-Sprecher im Studio verlesen. Mit dem neuen Studio erfolgt die Produktion des Nachtmagazins zudem nun in HD. Mit dem Rücktritt der langjährigen Moderatorin Gabi Bauer am 30. Januar 2019 wurde verkündet, die Freitagsausgabe einzustellen bzw. nur noch an bestimmten Tagen zu senden.
Ab Anfang Februar 2019 entfiel der Nachrichtenblock im Nachtmagazin ersatzlos.
Aufgrund von Umbaumaßnahmen im Studio, welche für die Umstrukturierung des ARD-Nachrichtensenders Tagesschau24 nötig gewesen sind, gab es erstmals eine Ausstrahlungspause des Nachtmagazins vom 2. Juli bis zum 5. September 2022. Die Sendung wurde durch eine kurze Tagesschauausgabe ersetzt. Die Entscheidung, auf das Nachtmagazin zu verzichten, begründete die ARD mit freien Kapazitäten des Studios in der Nacht, da das Studio in dieser Zeit weniger genutzt wird als tagsüber und so besser in diesem gearbeitet und umgebaut werden kann.
Im Dezember 2022 kündigte die ARD an, das Nachtmagazin einzustellen. Stattdessen wird i. d. R. zwischen 0 Uhr und 1 Uhr eine Tagesschau ausgestrahlt.

## Moderatoren
Die ersten Moderatoren waren Claus-Erich Boetzkes und Katharina Wolkenhauer. Boetzkes wechselte 1997 zur Tagesschau um fünf und wurde von Thomas Bade abgelöst. Zusammen mit Wolkenhauer moderierte er die Sendung bis Ende 2005. Seit Anfang 2006 wurde die Sendung von Gabi Bauer und Anja Bröker präsentiert. Letztere beendete ihre Moderationstätigkeit am 23. Februar 2007. Ihr Nachfolger war Ingo Zamperoni, der vom 5. März 2007 an bis 2013 im Wechsel mit Gabi Bauer durch die Sendung führte. Nach Zamperonis Wechsel zu den Tagesthemen folgte Susanne Stichler nach. Ab 2014 gab es einen dritten Hauptmoderator, der bis Ende 2016 Sven Lorig war. Constantin Schreiber, der die Sendung von März 2017 bis zur Einstellung vertretungsweise moderierte, übernahm nach dem Rücktritt Gabi Bauers im Januar 2019 die Hauptmoderation. Susanne Stichler moderierte weiterhin regelmäßig die Sendung, andere regelmäßige Moderatoren waren Anna Planken und Kirsten Gerhard. Außerdem fungierten verschiedene Journalisten als Vertretungsmoderatoren für das Nachtmagazin.
| Moderator             | Einstieg          | Ausstieg          |                                                  |
| Claus-Erich Boetzkes  | 1. März 1995      | 1997              | Hauptmoderator                                   |
| Katharina Wolkenhauer | 1995              | Ende 2005         | Hauptmoderatorin                                 |
| Thomas Bade           | 1997              | Ende 2005         | Hauptmoderator                                   |
| Laura Dünnwald        | 2005              | 2007              | vertretungsweise                                 |
| Anja Bröker           | 10. Januar 2006   | 23. Februar 2007  | Hauptmoderatorin                                 |
| Kerstin Petry         | 2006              | 2013              | vertretungsweise, mit Unterbrechungen            |
| Gabi Bauer            | 3. Januar 2006    | 30. Januar 2019   | Hauptmoderatorin                                 |
| Ingo Zamperoni        | 5. März 2007      | Dezember 2013     | Hauptmoderator                                   |
| Thorsten Schröder     | Sommer 2007       | 2022              | vertretungsweise                                 |
| Linda Zervakis        | Februar 2009      | 2011              | vertretungsweise                                 |
| Sven Lorig            | 30. April 2012    | 7. Dezember 2018  | Hauptmoderator bis 2016, danach vertretungsweise |
| Susanne Stichler      | 7. Mai 2012       | 2022              | Hauptmoderatorin                                 |
| Pinar Atalay          | 2013              | 18. Dezember 2020 | vertretungsweise                                 |
| Anna Planken          | 29. Juli 2014     | 16. November 2022 | Hauptmoderatorin                                 |
| Charlotte Maihoff     | 6. Mai 2015       | 6. Juli 2017      | vertretungsweise                                 |
| Gerhard Delling       | 11. August 2015   | 14. August 2015   | vertretungsweise                                 |
| Lena Döring           | 12. April 2016    | 15. Februar 2017  | vertretungsweise                                 |
| Constantin Schreiber  | 1. März 2017      | 2022              | Hauptmoderator                                   |
| Kirsten Gerhard       | 23. Mai 2017      | 2022              | Hauptmoderatorin                                 |
| Michail Paweletz      | 5. Oktober 2017   | 2022              | vertretungsweise                                 |
| Julia-Niharika Sen    | 19. Juli 2018     | 2022              | vertretungsweise                                 |
| André Schünke         | 6. November 2019  | 2022              | vertretungsweise                                 |
| Helge Fuhst           | 16. Juli 2020     | 2021              | vertretungsweise                                 |
| Jan Malte Andresen    | 19. November 2020 | 19. November 2020 | vertretungsweise                                 |